# 栃木県道18号小山壬生線
栃木県道18号小山壬生線（とちぎけんどう18ごう おやまみぶせん）は、栃木県小山市から下都賀郡壬生町に至る県道（主要地方道）である。

## 概要
小山市市街地の北端に当たる喜沢からほぼ真北に向かい下野市西部を経て壬生町に至る道路。ほぼ全線が旧日光西街道に該当し、沿線にはかつての宿を示す一里塚や下野国分寺等の史跡が点在する。かつては「小山今市線」といい、例幣使街道との重複部を含む日光西街道全区間に相当する路線であった。

### 路線データ
- 起点 : 栃木県小山市大字喜沢（喜沢分岐点交差点＝栃木県道265号粟宮喜沢線交点）
- 終点 : 栃木県下都賀郡壬生町通町（大師町南交差点＝国道352号・栃木県道172号上田壬生線交点）
- 実延長 : 11.432 km[1]

## 歴史
- 1961年（昭和36年）4月1日 - 主要地方道小山今市線として認定される。
- 1975年（昭和50年）4月1日 - 小山今市線のうち壬生町 - 今市市（現：日光市）間が国道352号に指定され、同区間は国道との重複指定となる。
- 1983年（昭和58年）1月17日 - 路線変更により小山壬生線として再認定され、壬生町 - 今市市間は県道指定を解除される。
- 1993年（平成5年）5月11日 - 建設省から、県道小山壬生線が小山壬生線として主要地方道に指定される[2]。

## 路線状況

### 通称
- 壬生通り（日光西街道）
- 蘭学通り - 下都賀郡壬生町中心部

### 重複区間
- 栃木県道33号小山環状線（小山市扶桑歩道橋交差点 - 羽川西小前交差点）

## 地理

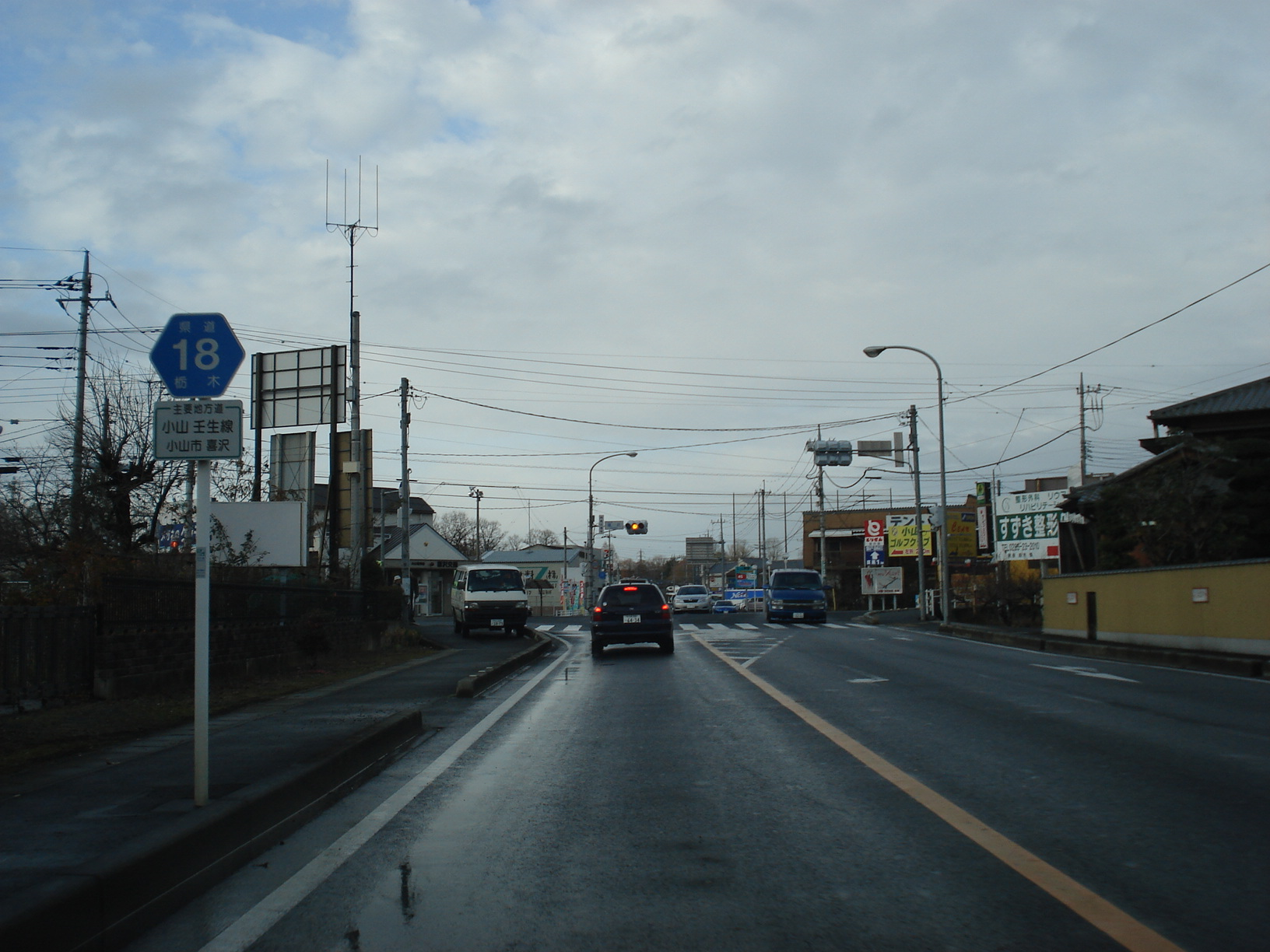
小山市喜沢付近

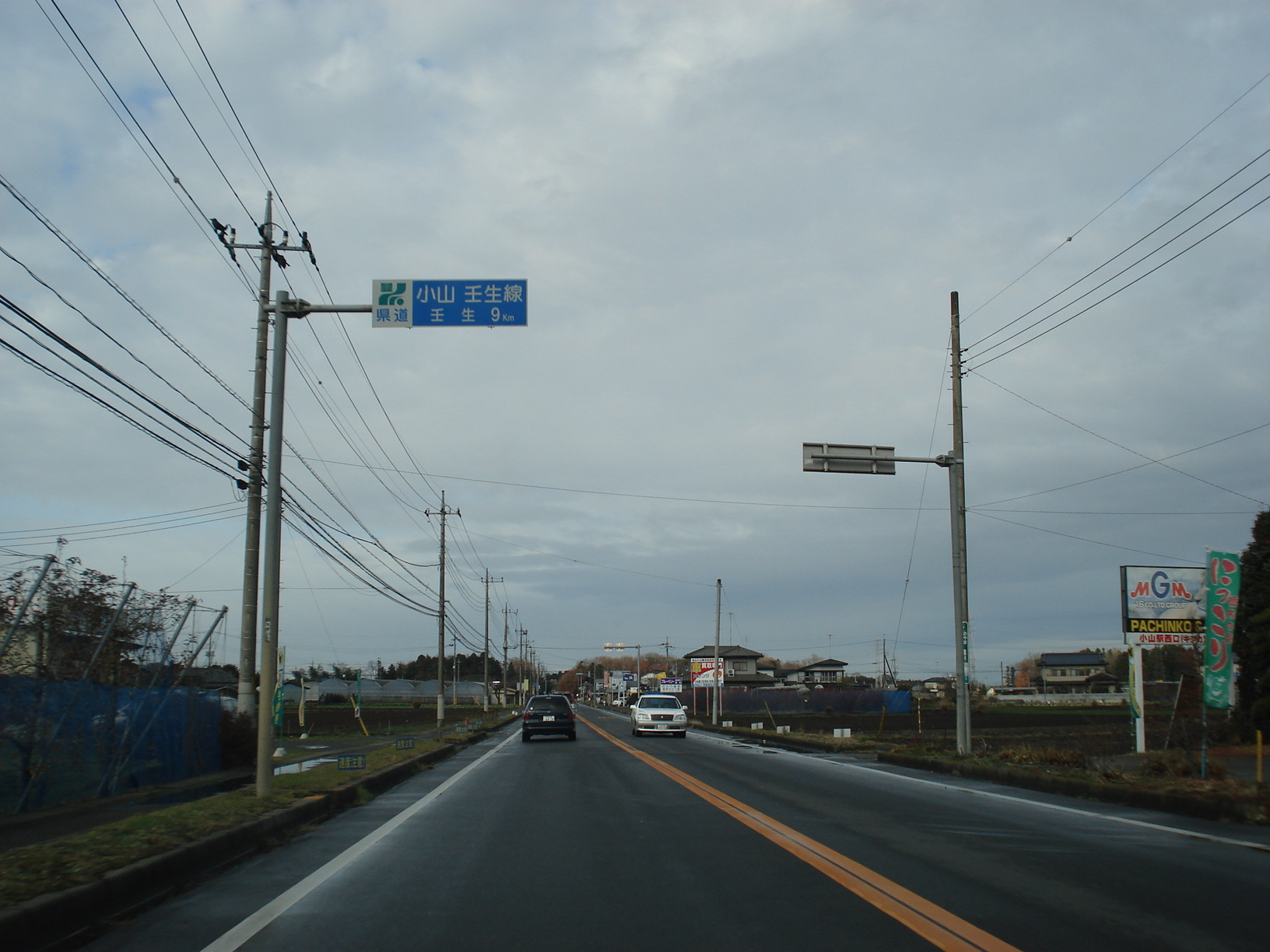
小山市東島田付近

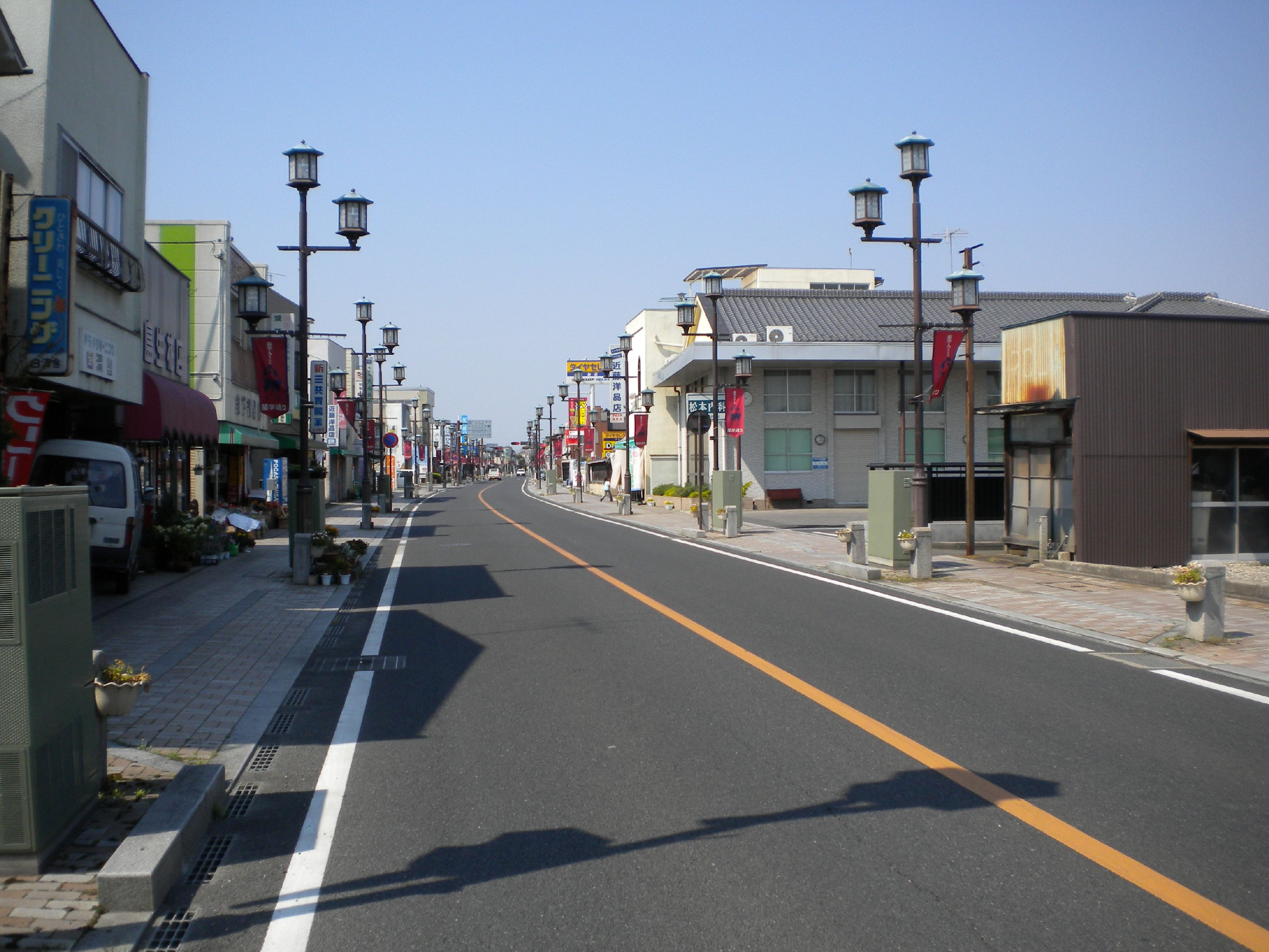
壬生町中央町付近

### 通過する自治体
- 小山市
- 下野市
- 栃木市
- 下都賀郡壬生町

### 交差する道路
- 栃木県道265号粟宮喜沢線（起点）
- 国道4号（小山市大字喜沢・喜沢交差点）
- 栃木県道33号小山環状線（小山市扶桑歩道橋交差点）
- 栃木県道33号小山環状線（小山市羽川西小前交差点）
- 栃木県道44号栃木二宮線（下野市国分寺・花見ヶ丘交差点）
- 栃木県道183号下野壬生線（下都賀郡壬生町中央町）
- 栃木県道121号壬生停車場線（下都賀郡壬生町中央町・壬生駅入口交差点）
- 国道352号・栃木県道172号上田壬生線（終点）